# Velká Turná
Velká Turná é uma comuna checa localizada na região da Boêmia do Sul, distrito de Strakonice.